# Cochlicella barbara
Cochlicella barbara är en snäckart som först beskrevs av Carl von Linné 1758.  Cochlicella barbara ingår i släktet Cochlicella och familjen hedsnäckor. Inga underarter finns listade i Catalogue of Life.

## Bildgalleri

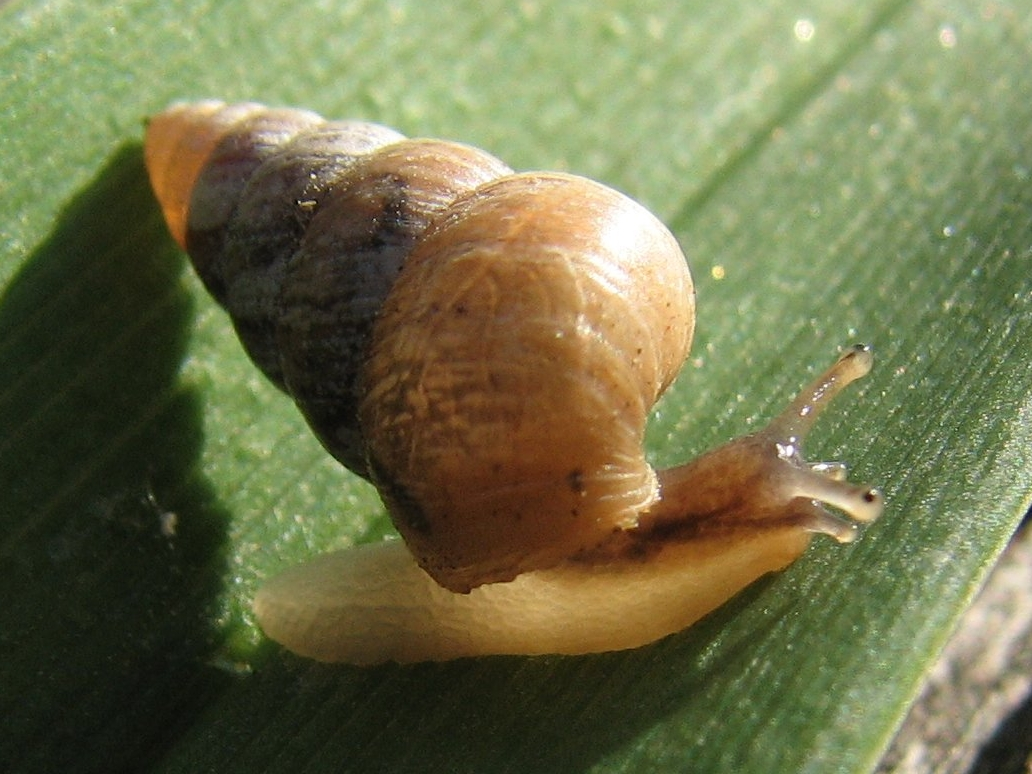